# Virmond (Paraná)
Virmond ist ein brasilianisches Munizip im Süden des Bundesstaats Paraná. Es hat 3.811 Einwohner (2022), die sich Virmondenser nennen. Seine Fläche beträgt 249 km². Es liegt 749 Meter über dem Meeresspiegel.

## Etymologie
Der Name stammt von Oberst Frederico Guilherme Virmond. Er gründete 1852 die erste Fazenda, Amola Faca, aus der schließlich der Ort Virmond hervorging.

## Geschichte

### Besiedlung
Oberst Frederico Guilherme Virmond kam 1852 aus Rio de Janeiro, wo er geboren wurde, nach Guarapuava. Er stellte sich den anfänglichen Schwierigkeiten, die für die damaligen Verhältnisse typisch waren, und gründete die Fazenda Amola Faca.
Im Jahr 1920 erwarb der polnische Konsul Casemiro Gotuchowski die Fazenda Amola Faca. Sein Ziel war es, Familien polnischer Einwanderer, die über ganz Paraná und darüber hinaus ganz Brasilien verstreut waren, zusammenzubringen. Die Initiative war von Erfolg gekrönt. Der größte Teil der heutigen Bevölkerung von Virmond ist slawischen Ursprungs. Neben Polen ließen sich auch ukrainische und deutsche Einwanderer im Gebiet Amola Faca nieder.
Aufgrund Casemiro Gotuchowskis ursprünglicher Werbung kamen die Familien Mierzva, Jasinski, Frederick, Lisovski, Rabel und andere.
Die erste Schule wurde 1924 und die erste Kirche 1928 gegründet, als Pater Paulo Schneider zusammen mit den Karmelitinnen in den Ort kam.

### Erhebung zum Munizip
Virmond wurde durch das Staatsgesetz Nr. 9250 vom 17. Mai 1990 aus Laranjeiras do Sul ausgegliedert und in den Rang eines Munizips erhoben. Es wurde am 1. Januar 1993 fast 31 Monate später als Munizip installiert.

## Geografie

### Fläche und Lage
Virmond liegt auf dem Terceiro Planalto Paranaense (der Dritten oder Guarapuava-Hochebene von Paraná). Seine Fläche beträgt 249 km². Es liegt auf einer Höhe von 749 Metern.

### Vegetation
Das Biom von Virmond ist Mata Atlântica.

### Klima
Das Klima ist gemäßigt warm. Es werden hohe Niederschlagsmengen verzeichnet (2.020 mm pro Jahr). Im Jahresdurchschnitt liegt die Temperatur bei 19,1 °C. Die Klimaklassifikation nach Köppen und Geiger lautet Cfa.

### Gewässer
Virmond liegt im Einzugsgebiet des Rio Iguaçu. Sein rechter Nebenfluss Rio Cavernoso bildet die östliche Grenze des Munizips. Der Rio Tapera fließt auf der westlichen Grenze zum Cavernoso.

### Straßen
Virmond liegt an der BR-277 von Foz do Iguaçu zum Hafen Paranaguá zwischen den Großstädten Cascavel und Guarapuava.

### Nachbarmunizipien
|                    |                                             |           |
| Laranjeiras do Sul | Kompassrose, die auf Nachbargemeinden zeigt | Cantagalo |
| Porto Barreiro     |                                             | Candói    |

## Stadtverwaltung
Bürgermeister: Neimar Granoski, PSD (2021–2024)
Vizebürgermeisterin: Olga Klaki Passarin, PSD (2021–2024)

## Demografie

### Bevölkerungsentwicklung
| Jahr | Einwohner | Stadt | Land |
| ---- | --------- | ----- | ---- |
| 2000 | 3.949     | 35 %  | 65 % |
| 2010 | 3.950     | 48 %  | 52 % |
| 2022 | 3.811     |       |      |

Quelle: IBGE, bis 2010: Volkszählungen und Volkszählung 2022

### Ethnische Zusammensetzung
| Gruppe * | 2000    | 2010    | wer sich als …                                                                   |
| --- | ------- | ------- | -------------------------------------------------------------------------------- |
| Weiße | 79,3 %  | 79,0 %  | weiß bezeichnet                                                                  |
| Schwarze | 6,7 %   | 2,3 %   | schwarz bezeichnet                                                               |
| Gelbe | 0,0 %   | 1,1 %   | von fernöstlicher Herkunft wie japanisch, chinesisch, koreanisch etc. bezeichnet |
| Braune | 13,4 %  | 17,6 %  | braun oder als Mischung aus mehreren Gruppen bezeichnet                          |
| Indigene | 0,2 %   | 0,0 %   | Ureinwohner oder Indio bezeichnet                                                |
| ohne Angabe | 0,3 %   | 0,0 %   |                                                                                  |
| Gesamt | 100,0 % | 100,0 % |                                                                                  |
| *) Das IBGE verwendet für Volkszählungen ausschließlich diese fünf Gruppen. Es verzichtet bewusst auf Erläuterungen. Die Zugehörigkeit wird vom Einwohner selbst festgelegt. |         |         |                                                                                  |

Quelle: IBGE (Stand: 1991, 2000 und 2010)